# ぶどう膜

ヒトの眼の構造

ぶどう膜（ぶどうまく、英: uvea）とは、色素と血管に富む眼球壁の中層で、前部の虹彩・毛様体、後部の脈絡膜の3つを合わせた総称である。瞳孔経由以外の光を遮断する。生物学では眼球血管膜（英: vascular tunica of eyeball）とも呼ばれる。